# سهل الطينة
سهل الطينة هو المنطقة ما بين البحر المتوسط شمالاً وهضبة التيه جنوباً وهو سهل منبسط تكثر فيه موارد المياه الناتجة عن الأمطار التي تنحدر مياهها من المرتفعات الجنوبية وهضبات المنطقة الوسطى وهي منطقة أرضيتها ملحية ورخوة.
- توصلت إحدي بعثات الآثار المصرية إلي كشف أثري بها هو قلعة السلطان قانصوه الغوري التي تعود للعصر المملوكي.[1]
- هناك خطة لتوطين 3 ملايين نسمة بتلك المنطقة وفقاً للقرار الجمهوري رقم 147 لسنة 1993 لاستصلاح وزراعة 400 ألف فدان ضمن المشروع القومي لتنمية شمال سيناء.